# Torlódási pont
A torlódási pont egy topológiai fogalom, egy X topologikus tér S részhalmazára vonatkozóan. Az x pontot (amely X eleme, de nem szükségszerűen eleme S-nek) akkor nevezzük torlódási pontnak ha "közelíthető" S-ben lévő pontokkal vagyis bármely környezete az x pontnak tartalmaz x-től különböző S-ben lévő pontokat. Fontos, hogy magának az x pontnak nem muszáj az S halmaz elemének lennie. Ez a fogalom fontos építőeleme olyan fogalmaknak, mint a zárt halmaz és egy halmaz lezártja.

## Definíció
Legyen S az X topologikus tér egy részhalmaza. Egy x pontot akkor nevezünk S (egy) torlódási pontjának ha x minden környezete tartalmaz legalább egy x-től különböző pontot amely[ek] eleme[i] S-nek. A definíció akkor is érvényes (és ugyanazt jelenti) ha a környezetek alatt nyílt környezeteket értünk.

## Torlódási pontok típusai
Ha minden nyitott halmaz, amely tartalmazza x-et, tartalmaz végtelen sok egyéb pontot is S-ből, akkor x ω-sűrűsödési pontja S-nek.
Ha minden nyitott halmaz, ami tartalmazza x-et, megszámlálhatatlan sok S-beli pontot is tartalmaz akkor x S kondenzációs pontja.
Ha minden nyitott halmaz U-ra, ami tartalmazza x-et teljesül, hogy |U ∩ S| = |S|, akkor x S teljes sűrűsödési pontja.
Az x ∈ X pont egy sűrűsödési pontja a (xn)n ∈ N sorozatnak, ha x bármely V környezetére létezik végtelen sok olyan n természetes szám, hogy xn ∈ V.

## Fordítás
Ez a szócikk részben vagy egészben  a   Limit point című angol Wikipédia-szócikk ezen változatának fordításán alapul.  Az eredeti cikk szerkesztőit annak laptörténete sorolja fel. Ez a jelzés csupán a megfogalmazás eredetét és a szerzői jogokat jelzi, nem szolgál a cikkben szereplő információk forrásmegjelöléseként.

## Külső hivatkozások
- limit point